# Stieberg (Furth im Wald)
Stieberg ist ein ehemaliger Ortsteil der Gemeinde Grabitz, jetzt Stadt Furth im Wald im Landkreis Cham des Regierungsbezirks Oberpfalz im Freistaat Bayern.

## Geografie
Stieberg ist eine Streusiedlung 2 Kilometer westlich von Furth im Wald und 800 Meter nördlich der Staatsstraße 2154.

## Geschichte
1867 wurde Stieberg als Teil der Gemeinde Grabitz genannt. Ab 1867 gehörten zur Gemeinde Grabitz die Dörfer Grabitz und Haberseigen und die Einöden Stieberg und Tradtbauer. 1946 wurde die Gemeinde Grabitz aufgelöst. Grabitz mit Stieberg und Tradtbauer wurde nach Furth im Wald eingemeindet und Haberseigen kam zur Gemeinde Ränkam. Stieberg gehört 1838 zur Pfarrei Furth im Wald. In den Kirchenmatrikeln wurde Stieberg nur 1916 gesondert aufgeführt.

## Einwohnerentwicklung ab 1861
| Jahr | Einwohner | Gebäude |
| ---- | --------- | ------- |
| 1861 | 25        | 3       |
| 1871 | 31        | 7       |
| 1885 | 32        | 5       |
| 1900 | 31        | 6       |
| 1913 | 46        | 6       |
| 1925 | 39        | 5       |
| 2011 | 34        | k. A.   |

## Bodendenkmäler
Nördlich von Stieberg befindet sich eine Siedlung der Jungsteinzeit (Denkmalnummer D-3-6642-0004).